# بينجامين ريفيرا سيلفا
بينجامين ريفيرا سيلفا (بالإسبانية: Benjamín Rivera Silva)‏ هو لاعب كرة قدم تشيلي في مركز الوسط، ولد في 23 أكتوبر 1999 في فينيا ديل مار في تشيلي. لعب مع إيفرتون دي فينا ديل مار.